# Francisco das Chagas Santos
Francisco das Chagas Santos (Rio de Janeiro, 17 de setembro de 1763 — Rio de Janeiro, 12 de outubro de 1840) foi um engenheiro militar, cartógrafo e político brasileiro que prestou importantes serviços para a Coroa portuguesa em solo brasileiro, sobretudo no atual estado do Rio Grande do Sul, onde envolveu-se na Guerra contra Artigas e na Guerra dos Farrapos, ambos ao lado das forças imperiais. Como político, foi eleito deputado da Assembleia Geral, já no contexto do Primeiro Reinado, posto que ocupou até a sua referida participação no conflito farroupilha.

## Biografia

### Formação militar e início de carreira
Após a conclusão de seus estudos primários no Brasil, foi para Lisboa onde ingressou como aluno no Real Colégio dos Nobres, onde aprendeu aritmética, geometria, trigonometria, álgebra, escrita e desenho, Nesta mesma época e lugar, Chagas Santos ingressou no exército ao assentar praça em um dos regimentos da guarnição. Substancial para a sua formação enquanto engenheiro militar e, também, para o início de sua atuação profissional, foi o papel intermediador desempenhado por Francisco João Roscio, quando em 1781 inseriu Chagas Santos, por meio de um ofício, na comissão demarcadora do Tratado de Santo Ildefonso para lhe prestar apoio na condição de ajudante de engenharia. Roscio assumiu, a partir do consentimento direto do pai de Chagas Santos, o compromisso de ensinar as competências ainda faltantes de seus estudos, bem como, "fazer-lhe um bom oficial em pouco tempo". A justificativa dada por Roscio para a indicação do menor púbere como seu ajudante, foi referente à "grande diminuição na vista para continuar a desenhar no Gabinete", o que aponta para a importância do papel de Chagas Santos que, longe de ter sido um mero auxiliar, foi um verdadeiro coautor dos mapas produzidos pelo seu mentor.  

### Atuação no Brasil
Assim sendo, com a renovação dos litígios sobre a demarcação de fronteiras entre Espanha e Portugal, o que necessariamente envolvia suas respetivas colônias, Chagas Santos foi para o Brasil, sob a indicação de Roscio, junto à comissão chefiada pelo governador do Rio Grande do Sul, Sebastião Xavier da Veiga Cabral da Câmara. Todavia, os trabalhos de demarcações realizados pela dita comissão começaram, efetivamente, só a partir de janeiro de 1784 na Capitania de Rio Grande de São Pedro. 

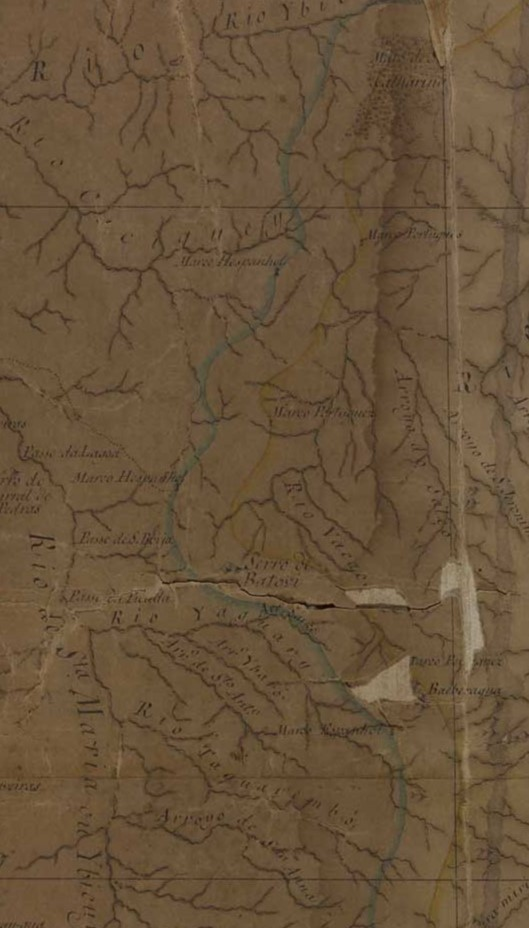
Recorte da Carta Corográfica da Capitania do Rio Grande de São Pedro e Arredores, em que ficam evidentes as linhas demarcatórias amarelas e azuis pertencentes, respetivamente, a Portugal e Espanha.

De dezembro de 1786 a 1795 competiu a uma subdivisão comandada por João Roscio a demarcação dos territórios setentrionais sob responsabilidade da comissão, que se estendiam da fronteira dos Sete Povos das Missões até o Rio Iguaçu. Não obstante, os trabalhos realizados pela dita subdivisão foram frontalmente afetados pela resistência oferecida pelos indígenas da região que, ao mostrarem-se verdadeiramente hostis aos demarcadores hispano-lusitanos, em diversas ocasiões, inviabilizaram os projetos de reconhecimento e demarcação de fronteiras por parte dos primeiros, como foi o caso da expedição de reconhecimento dos rios Santo Antônio e Pepiri-Guaçu, a qual contou com a participação de Chagas Santos.
Em 1810, ocupando a posição de comandante da Fronteira das Missões, denunciou os abusos praticados pelos administradores portugueses contra os povos missioneiros, que tratavam os indígenas "como se fossem seus escravos", além de manterem a terrível prática de retirar violentamente os menores de idade de seus pais como uma forma de punição às queixas prestadas pelos últimos.
Devido aos importantes trabalhos que realizou para a Coroa portuguesa, Chagas Santos escalou consideravelmente na hierarquia militar. Foi promovido a capitão em dezembro de 1791, a Sargento-mor de engenheiros em janeiro de 1800 e a tenente-coronel do Real Corpo de Engenheiros em agosto de 1804; alguns anos mais tarde, alcançou ainda os postos de brigadeiro em julho de 1817 e de marechal de campo em novembro de 1822.    
Concomitantemente às promoções sociais no seio da hierarquia militar, Chagas Santos alcançou diversos outros postos no âmago do serviço público. Foi nomeado chefe da comissão limítrofe em outubro de 1805, comandante dos Povos de Missões entre os anos de 1809 e 1821, ano em que é designado a comandar o porto, vila e fronteira do Rio Grande. Como reconhecimento dos trabalhos realizados, recebeu ainda as condecorações da Ordem de São Bento de Avis, da Imperial Ordem do Cruzeiro e da Imperial Ordem da Rosa.
Durante os anos em que desempenhou atividades estritamente vinculadas à engenharia militar, produziu o mapa intitulado "Carta Corográfica da Capitania do Rio Grande de São Pedro e Arredores", cuja data não está constada no documento original. Tal documento expõe através de uma linha amarela a fronteira demarcada pelos portugueses e de uma linha azul pelos espanhóis, ao passo que o território missioneiro conquistado em 1801 está colorido em carmim. 

### Participação na Guerra contra Artigas e na Guerra dos Farrapos
Outro fator que foi central para a ascensão social de Chagas Santos, foi a participação ativa nas guerras de fronteira no Prata, como na Guerra contra Artigas entre os anos de 1816 e 1820, em que lutou contra os uruguaios liderados por José Artigas. A participação neste conflito em particular foi significativa para a futura assunção dos cargos de comandante do porto, vila e fronteira de Rio grande, como já mencionado, e de Governador das Armas na Província de São Paulo em outubro de 1823, posto que exerceu até sua inserção na política, quando eleito Deputado da Assembleia Geral entre os anos de 1826 e 1829.
Anos mais tarde, participou da Guerra dos Farrapos, sendo designado pelas forças imperiais para reprimir a revolta. Com o fim de conter os revoltosos farroupilhas, liderados por Bento Gonçalves, foi escolhido para assumir o comando das forças aquarteladas em Porto Alegre. Foi durante a década que perdurou a Guerra dos Farrapos que Chagas Santos chegou ao seu cargo máximo, de Presidente e Comandante das Armas da Província do Rio Grande do Sul, em 1837.

### Outras estratégias de ascensão social
Além daquelas já mencionadas, Chagas Santos valeu-se ainda de outras estratégias que corroboraram significativamente para a sua ascensão social. Uma delas foi a tentativa de autoinserção na elite fundiária por meio do requerimento de sesmarias, o que fez em 1795, época em que ainda ocupava o posto de capitão, quando requereu ao provedor da fazenda real de Porto Alegre, três léguas quadradas de terrenos e campos devolutos sem cultivação. Como argumento, afirmou que tendo os meios necessários oriundos do aumento dos Reais Dízimos, fruto da subida de posto no âmago da hierarquia militar, cultivaria os ditos terrenos e campos devolutos. 

Importante para a sua ascensão social, também foi o casamento firmado com Matilde Figueiredo, descendente da prestigiosa família Souza Fernando e aparentada do tenente-coronel Manoel Marques de Souza, sogro do Tenente-general Alexandre Elói Portelli, também engenheiro militar e demarcador. Nesse sentido, Chagas Santos estava estreitamente inserido em redes sociais de indivíduos de grande prestígio social que, direta ou indiretamente, corroboraram frontalmente para a sua ascensão social.